# Shingū (Fukuoka)
Shingū (jap. 新宮町 Shingū-machi) – miasto w Japonii, na wyspie Kiusiu, w prefekturze Fukuoka. Według danych na rok 2020 miejscowość zamieszkiwało 32 927 mieszkańców , a gęstość zaludnienia wyniosła 1739,4 os./km².